# Nagia runa
Nagia runa là một loài bướm đêm trong họ Noctuidae.